# 郭绥
郭绥（?—?），太原郡（今山西省太原市）人，中国西晋官员。
司马昭去世，司马炎服丧三日，侍中郭绥和太宰司马孚、太傅郑冲、太保王祥、太尉何曾、司徒领中领军司马望、司空荀顗、车骑将军贾充、尚书令裴秀、尚书仆射武陔、都护大将军郭建、中书监荀勖、中军将军羊祜请求改为服丧三年。曹魏末時曾任涼州刺史，段灼上书说郭绥统率有方，重加奖励，答应给于厚重的报答。所以招募的人感恩图赏，于是建立绩效，功在第一。